# Andrej Hočevar (pesnik)
Andrej Hočevar, slovenski pesnik, pisatelj, kritik, esejist, urednik, knjižni oblikovalec in glasbenik, * 30. maj 1980.

## Uredniško delo in projekti
Andrej Hočevar je bil od 2006 do 2020 dejaven pri LUD Literatura, sprva kot član uredniškega odbora revije Literatura, potem od leta 2008 glavni urednik zbirke Prišleki, od leta 2013 pa odgovorni urednik in pobudnik elektronskega medija. 
Leta 2013 je zasnoval in vodil projekt Slovenska literatura in tuji kritika, nato je bil do 2018 vodja mednarodnega kritiškega simpozija Umetnost kritike. Leta 2015 je zasnoval festival bralne kulture in teden odprtih vrat LUD Literatura Prepišno uredništvo, ki ga je vodil do 2018. Leta 2015 je zasnoval in skupaj z Jako Železnikarjem realiziral spletni projekt Izbris/Šalamun.
Od konca leta 2020 je sodelavec Založbe Goga. Med letoma 2019 in 2021 je bil redni sodelavec pisarne Ljubljane, Unescovega mesta literature. 

## Objave in sodelovanja
Andrej Hočevar je literarne kritike objavljal v Literaturi, Pogledih in Večeru. Glasbene kritike je med 2011 in 2014 objavljal na Radiu Študent in v spletni reviji Odzven. Leta 2015 je bil pri Sigicu član strokovne komisije za pripravo kompilacije Jazz Slovenia. Objavil je nekaj spremnih besed in občasnih (revijalnih) prevodov. Hočevarjevo delo je izšlo tudi v številnih revijalnih prevodih in nekaterih antologijah, med drugim v Best European Fiction 2019, predstavljeno je bilo na številnih mednarodnih festivalih. 

## Nagrade in nominacije
Andrej Hočevar je bil nominiran za nagrado za najboljši prvenec (Vračanja) in za Veronikino nagrado (Seznam). 
Na Bienalu vidnih sporočil Slovenije je leta 2015 v imenu LUD Literatura prejel nagrado za najboljšega naročnika za sodelovanje z Zoranom Pungerčarjem pri oblikovanju naslovnic zbirke Prišleki. Leta 2017 je v imenu LUD Literatura kot odgovorni urednik elektronskega medija ludliteratura.si prejel posebno priznanje Slovenskega knjižnega sejma za dosežke na področju elektronskega založništva in bralne kulture. 

## Glasba
Andrej Hočevar je dejaven tudi kot glasbenik. V preteklosti je z glasbo povezoval poezijo (Mrtvi psi; z Ano Pepelnik; Miljon Mrtu z Andražem Ježem; Čučnik/Hočevar/Torkar). Bil je član zasedbe Boring Couple (skupaj z Ano Pepelnik, Ano Svetel, Mitjo Drabom in Primožem Čučnikom). 
Od leta 2020 vodi projekt Backi iz klavirja, koncert uglasbene poezije za otroke. V zasedbi nastopajo še Justin Durel, Rok Zalokar in Aleksandra Ilijevski, Hočevar je inštrumentalist in avtor vseh kompozicij.

## Pesniške zbirke
- Vračanja. Ljubljana: Center za slovensko književnost, 2002. (COBISS)
- Ribe in obzornice. Maribor: Litera, 2005. (COBISS)
- Pesmi o koscih in podobnostih. Ljubljana: LUD Literatura, 2007. (COBISS)
- Privajanje na svetlobo. Ljubljana: LUD Literatura, 2009. (COBISS)
- Leto brez idej. Ljubljana: LUD Šerpa, 2011. (COBISS)
- Dvojna napaka. Ljubljana: Cankarjeva založba, 2016.
- Seznam. Ljubljana: Mladinska knjiga, 2017.